# Robert Holdstock

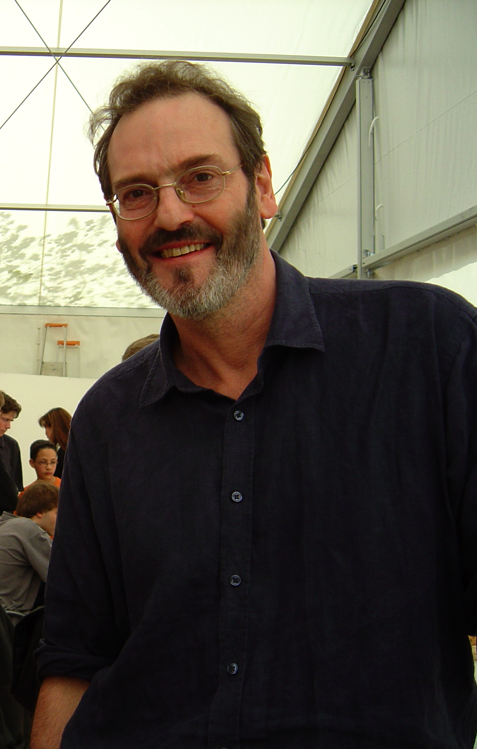
Robert Holdstock auf dem Imaginales-Festival in Épinal, 2004

Robert Paul Holdstock (* 2. August 1948 in Hythe, Kent; † 29. November 2009 in London) war ein britischer Autor von Fantasy und Science-Fiction.

## Leben
Robert Holdstock war das älteste von fünf Geschwistern und wurde in Hythe in Kent, nahe Romney Marsh geboren. Sein Vater Robert Frank Holdstock war Polizist, seine Mutter Kathleen Madeline Holdstock war Krankenschwester. Nach dem Besuch der Gillingham Grammar School in Medway studierte Holdstock ab 1967 angewandte Zoologie an der University College of North Wales in Bangor, wo er 1970 den Bachelor erwarb, anschließend studierte er medizinische Zoologie an der London School of Hygiene and Tropical Medicine, wo er 1971 mit dem Master abschloss. Danach forschte er bis 1974 am Medical Research Council in London. Seit 1976 war er freier Schriftsteller.
Bereits 1968 hatte Holdstock eine erste Kurzgeschichte Pauper’s Plot in der Zeitschrift New Worlds veröffentlicht.
1976 erschien dann ein erster Roman Eye Among the Blind. In den folgenden Jahren zerfielen Holdstocks Arbeiten in zwei Gruppen, nämlich auf der einen Seite mit Elementen von Fantasy und mythologischen Bezügen angereicherte Science-Fiction, die er unter eigenem Namen veröffentlichte.
Beispiele für diese Gruppe sind der Debütroman Eye Among the Blind, Earthwind (1977) und Where Time Winds Blow (1981). Alle drei Romane erschienen in deutscher Übersetzung.
Eine zweite Gruppe bilden kommerziell ausgerichtete Low Fantasy und Tie-ins, die er meist unter Pseudonym – unter anderem Robert Faulcon, Chris Carlsen, Richard Kirk, Robert Black, Ken Blake und Steven Eisler – veröffentlichte.
Zu dieser Gruppe gehören die Zyklen Berserker, Raven und Night Hunter, die als Robert Black geschriebenen Romanfassungen Legend of the Werewolf (1976) und The Satanists (1977), sowie der unter eigenem Namen publizierte Horrorroman Necromancer.
Die Kritik erkennt hier auch bei Titeln wie Swordsmistress of Chaos an, dass es handlungsstarke Erzählungen sind, in denen immer wieder Elemente auftreten, die über den schlichten Rahmen des reinen Sword-and-Sorcery-Plots hinausweisen.
Der Durchbruch zu einer Synthese der in Holdstocks Romanen meist präsenten Elemente von Fantasy, Weird Fiction, Supernatural Horror und Science-Fiction gelang Holdstock mit seinem Roman Mythago Wood, der 1984 veröffentlicht wurde. Mythago Wood ist der Auftakt des schließlich sieben Bände umfassenden Ryhope-Wood-Zyklus.
Darin geht es um die Familie Huxley und deren Obsession mit dem Ryhope Wood, äußerlich ein kleines Waldstück in Herefordshire von gerade einmal drei Quadratmeilen, für denjenigen, der auf einem von vier Wegen in den Wald eindringt, ein unermesslicher Mythenwald, bewohnt von den Gestalten und Geschöpfen der keltischen und noch älterer Sagenkreise.
Mythago Wood und die Folgeromane wurden auch was den Erfolg betrifft zu Holdstocks Durchbruch, vielfach ausgezeichnet und übersetzt, Mythago Wood allein in sechs Sprachen.
Von 2001 bis 2007 schrieb Holdstock die Fantasy-Trilogie The Merlin Codex, die aus den Romanen Celtika, The Iron Grail und The Broken Kings besteht.
Die Umschlagbilder von Holdstocks Romanen wurden von verschiedenen bedeutenden Fantasy- und Science-Fiction-Illustratoren gestaltet. Die ursprünglichen Cover von Mythago Wood in den USA und Großbritannien stammen von Christopher Zacharow. Von Geoff Taylor  stammen die Umschlagbilder für die UK-Ausgaben der Folgeromane Lavondyss, The Bone Forest, The Hollowing und Merlin’s Wood. Illustratoren von weiteren Büchern und Ausgaben sind Jim Burns, Tom Canty, John Howe, Alan Lee, John Jude Pallencar, Larry Rostant und Ron Walotsky.
Neben seinen literarischen Arbeiten veröffentlichte Holdstock auch mehrere Sachbücher, hauptsächlich Sekundärliteratur im Bereich der Science-Fiction und Fantasy.
Holdstocks Erzählung The Dark Wheel wurde 1984 mit dem Computerspiel Elite verkauft.
1985 schrieb Holdstock eine Romanfassung zu John Boormans Film Der Smaragdwald.
Holdstock starb am 29. November 2009 im Alter von 61 Jahren nach einem Zusammenbruch infolge einer E.-coli-Infektion vom 18. November 2009.

## Auszeichnungen
- 1982: British Science Fiction Association Award für Mythago Wood (Kurzgeschichte)
- 1985: World Fantasy Award für Mythago Wood
- 1985: British Science Fiction Association Award für Mythago Wood
- 1989: British Science Fiction Association Award für Lavondyss
- 1992: World Fantasy Award für The Ragthorn
- 1992: HOMer Award für The Fetch
- 1994: British Science Fiction Association Award für The Ragthorn
- 1994: Interzone Readers Poll für The Ragthorn
- 2002: Preis der tschechischen Akademie für Science-Fiction, Fantasy und Horror (Akademie Science Fiction, Fantasy a Hororu) für The Iron Grail
- 2004: Grand Prix de l’Imaginaire für La forêt des mythagos (Sonderpreis)
- 2004: Grand Prix de l’Imaginaire für Celtika (fremdsprachiger Roman)
- 2004: Prix Imaginales für Scarrowfell (Dans la vallée des statues et autres histoires, beste Novelle)
- 2010: British Fantasy Award / Karl Edward Wagner Award (Spezialpreis)

Holdstock ist Namensgeber des zu seinen Ehren von der British Fantasy Society jährlich verliehenen Robert Holdstock Award, die 2012 eingeführte Kategorie „Bester Fantasy-Roman“ bei den British Fantasy Awards.

## Bibliografie

### Zyklen
Die Zyklen sind nach dem Erscheinungsjahr des ersten Bandes geordnet.
Berserker (auch als Chris Carlsen)
- 1 Shadow of the Wolf (1977)
  - Deutsch: Odins Wolf. Übersetzt von Doris Heeger. Bastei Lübbe #20032, 1981, ISBN 3-404-20032-3.
- 2 The Bull Chief (1977)
  - Deutsch: Die Jägerinnen von Connacht. Übersetzt von Jörg Fricke. Bastei Lübbe #20039, 1981, ISBN 3-404-20039-X.
- 3 The Horned Warrior (1979)

Raven (als Richard Kirk)
- 1 Swordsmistress of Chaos (1978, mit Angus Wells)
- 2 A Time of Ghosts (1978, mit Angus Wells)
- 4 Lords of the Shadows (1979)

Night Hunter (als Robert Faulcon)
- 1 Night Hunter (1983, auch als The Stalking)
- 2 The Talisman (1983)
- 3 The Ghost Dance (1983)
- 4 The Shrine (1984)
- 5 The Hexing (1984)
- 6 The Labyrinth (1987)
- The Stalking Omnibus (1987, Teile 1+2)
- The Ghost Dance Omnibus (1987, Teile 3+4)
- The Hexing and the Labyrinth (1989, Teile 5+6)

Mythago / Ryhope Wood
- 1 Mythago Wood (1984)
  - Deutsch: Mythenwald. Übersetzt von Karin Koch. Bastei-Lübbe #13080, 1987, ISBN 3-404-13080-4.
- 2 Lavondyss (1988)
  - Deutsch: Tallis im Mythenwald. Übersetzt von Barbara Heidkamp. Bastei-Lübbe #13234, 1990, ISBN 3-404-13234-3.
- 3 The Bone Forest (1991, Erzählung)
- 4 The Hollowing (1993)
- 5 Merlin's Wood (1994)
- 6 Gate of Ivory, Gate of Horn (1997)
- 7 Avilion (2009)

The Merlin Codex
- 1 Celtika (2001)
- 2 The Iron Grail (2002)
- 3 The Broken Kings (2007)

### Romane
- Eye Among the Blind (1976)
  - Deutsch: Im Tal der Statuen. Goldmann Science Fiction #0230, 1976, ISBN 3-442-23230-9.
- Legend of the Werewolf (1976, als Robert Black, Romanfassung des gleichnamigen Horrorfilms von Freddie Francis, deutscher Titel Die Legende vom Werwolf[2])
- Earthwind (1977)
  - Deutsch: Erdwind. Moewig Science Fiction #3522, 1981, ISBN 3-8118-3522-X.
- The Satanists (1977, als Robert Black, Romanfassung eines nicht realisierten Filmprojekts[3])
- Necromancer (1978)
  - Deutsch: Der Geisterbeschwörer : Die Verlockung der Sünde. Übersetzt von Wolfgang Lotz. Heyne unheimliche Bücher #26, 1985, ISBN 3-453-44080-3.
- Where Time Winds Blow (1981)
  - Deutsch: Zeitwind. Goldmann (Edition '84): Die positiven Utopien #3, 1984, ISBN 3-442-08403-2.
- The Emerald Forest (1985, Romanfassung zum Film Der Smaragdwald)
  - Deutsch: Der Smaragdwald. Übersetzt von Hermann Völkel. Goldmann #8399, 1985, ISBN 3-442-08399-0.
- Death Angel (1988, als Robert Black)
- The Fetch (1991, auch als Unknown Regions)
- Ancient Echoes (1996)

### Sammlungen
- In the Valley of the Statues (1982)
- The Bone Forest (1991)
- The Ragthorn (2015, mit Garry Kilworth)

### Sachliteratur
- als Hrsg.: Encyclopedia of Science Fiction (London 1978)
- Alien Landscapes (1979, mit Malcolm Edwards)
  - Deutsch: Unter fremden Sonnen. Moewig, 1980, ISBN 3-8118-2005-2.
- Space Wars: Worlds and Weapons (1979, auch als Steven Eisler)
- The Alien World: The Complete Illustrated Guide (1980, als Steven Eisler)
- Tour of the Universe: The Journey of a Lifetime: The Recorded Diaries of Leio Scott and Caroline Luranski (1980, mit Malcolm Edwards)
- Magician: The Lost Journals of the Magus Geoffrey Carlyle (1982, mit Malcolm Edwards)
- Realms of Fantasy (1983, mit Malcolm Edwards)
- Lost Realms (1984, mit Malcolm Edwards)

### Kurzgeschichten
- Pauper's Plot (1968)
- Fire King (1969)
- Inside Story (1971, mit Leroy Kettle, als Robert Leroi)
- Island in the Moon (1971)
- Consummation (1972, mit Chris Morgan, als Rob Holdstock and Chris Morgan)
- Death of an Immortal (1972)
- Microcosm (1972)
- The Darkness (1972)
- A Further Process of Decay (1973)
- To Lay the Piper (1973)
- Ash, Ash (1974, auch als Ashes)
- Ihl-Kizz (1975)
- Magic Man (1976)
  - Deutsch: Der neue Magier. In: Wolfgang Jeschke (Hrsg.): Heyne Science Fiction Magazin, #5. Heyne SF&F #3935, 1982, ISBN 3-453-30860-3.
- On the Inside (1976)
  - Deutsch: Auf der Innenseite. In: Wolfgang Jeschke (Hrsg.): Science Fiction Story Reader 15. Heyne SF&F #3780, 1981, ISBN 3-453-30681-3.
- The Graveyard Cross (1976)
  - Deutsch: Das Friedhofskreuz. In: Wolfgang Jeschke (Hrsg.): Science Fiction Story Reader 13. Heyne SF&F #3685, 1980, ISBN 3-453-30605-8.
- The Time Beyond Age (1976)
  - Deutsch: Die Zeit jenseits des Alters. Eine Exkursion. In: Wolfgang Jeschke (Hrsg.): Science Fiction Story Reader 17. Heyne SF&F #3860, 1982, ISBN 3-453-30746-1.
- Travellers (1976)
- A Small Event (1977)
- The Touch of a Vanished Hand (1977)
- The Quiet Girl (1978)
- High Pressure (1979)
- In the Valley of the Statues (1979)
  - Deutsch: Im Tal der Statuen. In: Herbert W. Franke (Hrsg.): SF international II. Goldmann Science Fiction #23388, 1981, ISBN 3-442-23388-7.
- Earth and Stone (1980)
  - Deutsch: Die Erde ging mit ihm. In: H. J. Alpers (Hrsg.): Kopernikus 5. Moewig Science Fiction #3563, 1982, ISBN 3-8118-3563-7. Auch als: Stein und Erde. In: Ursula K. Le Guin, Virginia Kidd (Hrsg.): Grenzflächen. Heyne SF&F #4175, 1985, ISBN 3-453-31140-X.
- Surviving Forces (1980)
- Mythago Wood (1981)
- Ocean of Sound (1982)
- The Boy Who Jumped the Rapids (1984)
- The Dark Wheel (1984)
- Thorn (1984)
- Scarrowfell (1987)
- A Letter from Robert Holdstock (1988)
- Time of the Tree (1988)
- The Shapechanger (1989)
- Clog-Dancing with Brian Aldiss: A True Story (1990)
- The Ragthorn (1991, mit Garry Kilworth)
- The Silvering (1992)
- Having His Leg Pulled (1993)
- Merlin's Wood (excerpt) (1994)
- The Charisma Trees (1994)
- Infantasm (1995)
- The Strange Dark Sleep of the Beast (1997)
- Going Home (1998, als Robert Black)